# Phaonia alpicola
Phaonia alpicola är en tvåvingeart som först beskrevs av Zetterstedt 1845.  Phaonia alpicola ingår i släktet Phaonia och familjen husflugor. Arten är reproducerande i Sverige. Inga underarter finns listade i Catalogue of Life.